# 遨遊氣泡
遨遊氣泡（英語：Voyage Bubble），是一匹在香港受訓練的純種競賽馬，由練馬師姚本輝訓練。該駒出生於澳洲，於2021年進口至香港，競賽生涯中曾遠征至杜拜和日本參賽。  
在2024/2025馬季，遨遊氣泡成為香港賽馬史上第二匹香港三冠大賽三冠馬王，囊括首關董事盃（1600米）、次關花旗銀行香港金盃（2000米）及尾關渣打冠軍暨遮打盃（2400米），繼1993/1994年度馬王「翠河」後，時隔31年再度達成此項壯舉。該季，牠亦獲選為最佳一哩馬及最佳長途馬，並以累積獎金1.07億港元，成為繼「美麗傳承」、「金鎗六十」及「浪漫勇士」後，香港賽馬史上第四匹獎金突破1億港元的賽駒。  
遨遊氣泡生涯共出賽26次，取得11冠7亞3季的優異成績，其中包括五場國際一級賽勝利，展現出從短途至長途的卓越適應力，也成為香港賽馬近年來最成功的長途賽駒之一。

## 簡介
2022年1月30日，「遨遊氣泡」於香港首次出賽。
2022年2月20日，「遨遊氣泡」打開其在港的勝利之門。
2023年1月29日，賈傑美策騎「遨遊氣泡」勝出四歲馬經典賽事系列首關香港經典一哩賽。賽後，賈傑美說道：「此刻心情實在難以用言語形容。這真是一個非常特別的日子，能夠在這裡策騎一些如此出色的馬，實屬難能可貴的經驗。我簡直開心得說不出話來，我很少如此激動的。真是十分令人興奮的一天。」她續說：「馬兒沿途跑來很從容，走勢暢順，令我蠻有信心，唯一有點擔心是跑到最後階段時會否內閃，因為牠有這個傾向，因此可能讓某些對手有機會超越牠。然而馬兒愈跑愈有，愈走愈勁，到了大約二百米處時，我覺得取勝已經沒有疑問了。這是一次令人真正難忘的勝利。」她補充：「最初曾有一點擔心，因為牠在閘廂內重心後移，因而出閘慢了一點。我當然不想留居馬群之後，因此不惜消耗牠一些氣力以上前，幸好馬兒隨即給予我強勁的反應。這就是我為甚麼認為牠可以應付更長途程的理由。在前面領放時，其實可以將步速放慢一些，但馬兒目前仍然喜歡自由發揮。我相信這匹馬日後可以採用更加靈活的跑法，將來跑更長的途程時，如果能夠將牠留住並且穩定走勢的話，一樣能夠應付得來。牠是匹容易駕馭的馬，這是取勝的重要因素。今仗之前，我還有一點點不大肯定，但經此一役，我相信即使跑長一些途程牠亦能夠同樣在前面跑得輕鬆，因為今仗跑到衝線階段時牠的走勢更為強勁，而且還有少少玩弄口銜鐵的情況。因此只要更為成熟一些，當會成為一匹更加出色的賽駒。」練馬師姚本輝說道：「在目前而言，我認為一哩仍然是『遨遊氣泡』的最佳途程。對牠來說，香港經典盃會是較為艱巨的任務。但我們會迎難而上，我覺得馬兒會有進步。我們願意接受挑戰，無論是一哩或1800米。牠已有很大的進步，我對這匹馬很有信心。」
2023年2月26日，賈傑美策騎「遨遊氣泡」出戰四歲馬經典賽事系列次關香港經典盃，取得第六名。
2023年3月19日，巴度策騎「遨遊氣泡」勝出四歲馬經典賽事系列尾關香港打吡大賽。賽後，巴度說道：「未到終點仍未完結，今仗之勝實在漂亮。這是一個絕佳的例子，你必須奮戰到最後才有望成功，期間不能停步。我十分感激姚本輝及幕後的信賴，令我有機會策騎『遨遊氣泡』這匹潛藏豐厚的良駒。大家都認為我駒的檔位惡劣，但今仗之勝可能正因如此。我們必須作出改變，預計到今賽早段步速不會太快後，我盡量令坐騎放鬆並貼欄競跑以減省腳程。到了對面直路，我便開始推進上前且不能拖泥帶水。『遨遊氣泡』亦鬥心十足，直路上負隅頑抗，盡顯級數。『遨遊氣泡』是一匹佳駟，我為馬主及其團隊感到高興，我亦十分滿意自己在陣上的發揮。說真的，我覺得現時仍在比賽之中，勝出打吡大賽實在令人難以置信。作為騎師都要面對順流逆流，今季我要面對傷患及停賽，可謂困難重重。最終我亦能一一克服，能勝出大賽對香港每位騎師而言均意義重大。大家都想勝出一級賽或是重要賽事，打吡大賽的歷史悠久，必定是當中之一。我十分感激練馬師姚本輝，其馬房上下及馬主團隊，他們均一直支持我和『遨遊氣泡』，我真的非常高興。我亦十分感恩自己今日的發揮，馬兒的表現亦值得加許。」練馬師姚本輝笑著說道：「打吡大賽是香港賽馬之中榮譽最高的賽事，對於可以勝出這場大賽，我感到非常高興。」雖然勝出打吡大賽，但姚本輝亦曾懷疑「遨遊氣泡」的長力，他說道：「對於『遨遊氣泡』有沒有足夠的長力去應付今賽2000米的途程，我是存有疑問的，同時排得外檔起步更是令我的疑問更多。有見及此，我們要重新整定方案以作應對。我們翻查過往打吡大賽的片段，研究排外檔起步的賽駒如何走位、何時發力及最終名次如何。我們依照賽前所制定的戰略，巴度要在第一次轉彎時盡量令『遨遊氣泡』放鬆，然後在對面直路逐步上前。巴度不負所托，發揮出色。今次因要應付2000米途程而改變跑法，而『遨遊氣泡』亦幸不辱命，充分展現其靈活性。牠可以應付多個路程，一哩至2000米也不成問題。牠是一匹鬥心頑強的佳駟。」
2023年12月10日，麥道朗策騎「遨遊氣泡」出戰國際一級賽香港一哩錦標，不敵香港馬王「金鎗六十」，取得第二名。
2024年1月21日，麥道朗策騎「遨遊氣泡」勝出國際一級賽董事盃。賽後，麥道朗表示這匹姚本輝馬房的鎮倉寶，當屬現今世界其一耀眼新星賽駒。他說道：「我在早段佔取有利位置，控制了戰局，我想若果中段步速放慢的話，我仍會有足夠空間將坐騎移出，並且順勢上前，依我本身希望的時機指示坐騎加速，結果這個情況亦真的出現，一切都十分順利及完美。我對坐騎的表現感到自豪，他上仗在浪琴香港一哩錦標一役演出優異（僅負於『金鎗六十』蹄下屈居亞軍），今日再接再厲並且獲勝。我認為並不容易有另一匹賽駒可以繼承『金鎗六十』的一哩王者地位，但若果牠可在該駒之後取得第二把交椅，我們亦會感到相當高興。今日該匹冠軍級賽駒未有列陣此賽，我們十分幸運。」對於「遨遊氣泡」將來的出賽計劃，麥道朗認為有不少大賽可供其選擇。他說道：「此駒迄今出賽之數相對不多，牠是匹五歲賽駒，正處大熟大勇之年，前途無可限量。幕後當可安排牠前往海外，例如澳洲、杜拜及日本等地作賽，我會將這個決定留給馬兒的幕後團隊，他們可看看那個地方最適合牠發揮，並且挑戰當地的強敵。香港賽馬可愛之處在於這裡亦有不少賽事可供選擇，隨著『金鎗六十』年齡漸長，總有一天牠須交棒予其他佳駟，而我駒正在冒起中，特別以1400及1600米賽事最具威力，而香港的賽程安排正正可予此駒一定的爭功機會。牠會成為這裡一股不可忽視的力量，甚至成為領導香港馬壇的其一精英佳駟。牠仍相當年輕，演出一直進步，我期待看看牠未來的進展如何。」練馬師姚本輝表示他尚未為「遨遊氣泡」擬定下一個目標，但他已否定馬兒出戰三冠大賽次關賽事花旗銀行香港金盃的可能性。他說道：「馬兒有此傑出表現，我真的感到非常高興。牠才華洋溢，本身一直進步。我等待這匹良駒出現，已有好幾年時間。」
2024年2月25日，潘頓策騎「遨遊氣泡」出戰國際一級賽香港金盃，不敵「浪漫勇士」，取得第二名。
2024年4月28日，麥道朗策騎「遨遊氣泡」出戰國際一級賽冠軍一哩賽，不敵「永遠美麗」及「紅運帝王」，取得第三名。
2024年11月17日，麥道朗策騎「遨遊氣泡」勝出國際二級賽馬會一哩錦標。賽後，麥道朗說道：「牠是一匹鐵馬，牠喜愛與他駒拼勝，今日更順利完成任務。很高興可策牠奪下這場勝仗，此駒三週後將會出爭另一場大賽，牠正朝著正確的方向進發。我認為牠上仗的演出可與今賽的大熱門馬（『錶之銀河』）媲美。牠只須一點運氣，而今日我們正正得到幸運之神眷顧。」練馬師姚本輝說道：「我們認為牠現時的狀態尚未十足，應有上升空間。我確具信心，雖然牠上次（季內初出）僅得亞軍，但我認為馬兒當時只得七成半或八成狀態，跑過該仗後對牠當有幫助。麥道朗對此駒的性能瞭如指掌，由於今賽參賽馬數目相對較少，我們遂選擇採取主動，將牠置於較前位置，看來這是個正確的決定。結果馬兒更以頗為輕鬆的姿態摘下頭馬。此駒今季首仗跑獲亞軍時演出不俗，今次牠的條件及形勢較首仗更為有利，如果馬兒今日在賽事中交出與去年同樣出色的水準。自此駒服役之初，我早已認定牠是一匹一哩馬，該場2000米寶馬香港打吡大賽只是一項四歲馬賽事。牠是現今香港其一頂尖一哩賽駒，且看牠賽後狀態恢復如何，我們現時只要保持馬兒身心愉快，因牠早已知道出賽時該怎麼做。」
2024年12月8日，麥道朗策騎「遨遊氣泡」勝出國際一級賽香港一哩錦標。
2025年1月19日，麥道朗策騎「遨遊氣泡」勝出香港三冠大賽首關暨國際一級賽董事盃，使得「遨遊氣泡」第二次勝出此賽事。
2025年2月23日，麥道朗策騎「遨遊氣泡」勝出香港三冠大賽次關暨國際一級賽香港金盃。
2025年4月27日，麥道朗策騎「遨遊氣泡」出戰國際一級賽冠軍一哩賽，不敵「紅運帝王」，取得第二名。
2025年5月25日，麥道朗策騎「遨遊氣泡」勝出香港三冠大賽尾關暨國際一級賽香港冠軍暨遮打盃，相隔31年成為繼前香港馬王「翠河」之後香港賽馬史上第二匹香港三冠大賽總冠軍。
2025年6月27日，「遨遊氣泡」當選2024/2025馬季冠軍人馬獎最佳長途馬，并列入了香港馬王候選名單。

## 同父馬
曾於香港服役出賽並曾勝出大賽的同父馬包括：
- 顯心星：曾勝出G1 香港短途錦標（2021）、G3 精英盃（2021）
- 中華盛景：曾勝出G3 慶典盃（2024）、第一班盃賽其士盃（2023）
- 嫡愛心：曾勝出G3 洋紫荊短途錦標（2025）

## 在港勝出賽事全紀錄
| 比賽日期   | 賽事名稱                     | 賽事班次 | 賽道 | 賽事路程 | 比賽馬場 | 名次 | 完成時間 | 騎師   |
| ---------- | ---------------------------- | -------- | ---- | -------- | -------- | ---- | -------- | ------ |
| 20/02/2022 | 鳥語花香讓賽                 | 第四班   | 草地 | 1200米   | 沙田馬場 | 1    | 1:11.43  | 潘頓   |
| 25/06/2022 | 薄扶林水塘道讓賽             | 第三班   | 草地 | 1400米   | 沙田馬場 | 1    | 1:21.78  | 蔡明紹 |
| 15/01/2023 | 屏山讓賽                     | 第三班   | 草地 | 1600米   | 沙田馬場 | 1    | 1:34.88  | 梁家俊 |
| 29/01/2023 | 香港經典一哩賽               | 四歲馬   | 草地 | 1600米   | 沙田馬場 | 1    | 1:34.58  | 賈傑美 |
| 19/03/2023 | 寶馬香港打吡大賽2023         | 四歲馬   | 草地 | 2000米   | 沙田馬場 | 1    | 2:02.78  | 巴度   |
| 21/01/2024 | 董事盃                       | G1       | 草地 | 1600米   | 沙田馬場 | 1    | 1:33.97  | 麥道朗 |
| 17/11/2024 | 中銀香港私人財富馬會一哩錦標 | G2       | 草地 | 1600米   | 沙田馬場 | 1    | 1:32.82  | 麥道朗 |
| 08/12/2024 | 浪琴香港一哩錦標             | G1       | 草地 | 1600米   | 沙田馬場 | 1    | 1:33.34  | 麥道朗 |
| 19/01/2025 | 董事盃                       | G1       | 草地 | 1600米   | 沙田馬場 | 1    | 1:33.58  | 麥道朗 |
| 23/02/2025 | 花旗銀行香港金盃             | G1       | 草地 | 2000米   | 沙田馬場 | 1    | 2:00.59  | 麥道朗 |
| 25/05/2025 | 渣打冠軍暨遮打盃             | G1       | 草地 | 2400米   | 沙田馬場 | 1    | 2:26.67  | 麥道朗 |

## 在港一級賽出賽全紀錄
| 比賽日期   | 賽事名稱           | 賽事班次 | 賽道 | 賽事路程 | 比賽馬場 | 名次 | 完成時間 | 騎師   |
| ---------- | ------------------ | -------- | ---- | -------- | -------- | ---- | -------- | ------ |
| 30/04/2023 | 富衛保險冠軍一哩賽 | G1       | 草地 | 1600米   | 沙田馬場 | 4    | 1:33.88  | 巴度   |
| 11/12/2023 | 浪琴香港一哩錦標   | G1       | 草地 | 1600米   | 沙田馬場 | 2    | 1:34.33  | 麥道朗 |
| 21/01/2024 | 董事盃             | G1       | 草地 | 1600米   | 沙田馬場 | 1    | 1:33.97  | 麥道朗 |
| 25/02/2024 | 花旗銀行香港金盃   | G1       | 草地 | 2000米   | 沙田馬場 | 2    | 2:00.36  | 潘頓   |
| 28/04/2024 | 富衛保險冠軍一哩賽 | G1       | 草地 | 1600米   | 沙田馬場 | 3    | 1:34.80  | 麥道朗 |
| 08/12/2024 | 浪琴香港一哩錦標   | G1       | 草地 | 1600米   | 沙田馬場 | 1    | 1:33.34  | 麥道朗 |
| 19/01/2025 | 董事盃             | G1       | 草地 | 1600米   | 沙田馬場 | 1    | 1:33.58  | 麥道朗 |
| 23/02/2025 | 花旗銀行香港金盃   | G1       | 草地 | 2000米   | 沙田馬場 | 1    | 2:00.59  | 麥道朗 |
| 27/04/2025 | 富衛保險冠軍一哩賽 | G1       | 草地 | 1600米   | 沙田馬場 | 2    | 1:33.21  | 麥道朗 |
| 25/05/2025 | 渣打冠軍暨遮打盃   | G1       | 草地 | 2400米   | 沙田馬場 | 1    | 2:26.67  | 麥道朗 |

## 在港以外大賽出賽全紀錄
| 比賽日期   | 賽事名稱     | 賽事班次 | 賽道 | 賽事路程 | 比賽馬場   | 名次 | 完成時間 | 騎師   |
| ---------- | ------------ | -------- | ---- | -------- | ---------- | ---- | -------- | ------ |
| 30/03/2024 | 杜拜草地大賽 | G1       | 草地 | 1800米   | 美丹馬場   | 13   | 1:47.48  | 巴米高 |
| 02/06/2024 | 安田紀念賽   | G1       | 草地 | 1600米   | 東京競馬場 | 17   | 1:33.60  | 潘頓   |

## 外部連結
- . 2023-01-29  [2023-01-29]. （原始内容存档于2023-04-07）.
- . 2023-03-19  [2023-03-19]. （原始内容存档于2023-03-21）.
- . 2024-01-21  [2024-01-21].
- . 2024-03-28  [2024-03-28]. （原始内容存档于2024-03-30）.
- . 2024-05-21  [2024-05-21]. （原始内容存档于2024-06-19）.
- . 2024-05-29  [2024-05-29]. （原始内容存档于2024-11-26）.
- . 2024-05-31  [2024-05-31]. （原始内容存档于2024-06-19）.
- . 2024-06-01  [2024-06-01]. （原始内容存档于2024-06-19）.
- . 2024-11-17  [2024-11-17].
- . 2024-12-08  [2024-12-08].
- . 2025-01-19  [2025-01-19].
- . 2025-02-23  [2025-02-23].
- . 2025-05-25  [2025-05-25].